# همه‌گیری طاعون در ایران (۱۱۵۱-۱۱۵۲)
همه‌گیری طاعون در ایران در سال ۱۷۷۲–۱۷۷۳ میلادی (۱۱۵۱–۱۱۵۲ شمسی)، که به شکل ساده‌تر آنرا به عنوان طاعون ایرانی یا پارسی نیز می‌شناسند، شیوع گسترده طاعون، از نوع طاعون خیارکی در امپراتوری ایران بود که باعث شد در مجموع حدود ۲ میلیون نفر جان خود را از دست بدهند. این شیوع به عنوان یکی از بدترین شیوع‌های بیماری طاعون در تاریخ بشر ثبت شده‌است. همچنین، این شیوع منجر به اعمال چندین قرنطینه برای اولین بار در مناطق خلیج فارس شد.

## همه‌گیری
برخی معتقد هستند که این بیماری در زمستان ۱۷۷۲ در بغداد آغاز شده‌است. سپس به قسمتهای دیگر سرزمینهای تحت کنترل ایران گسترش یافت. تا سال ۱۷۷۳، این بیماری همه گیر به بصره نیز رسید، و باعث جان باختن بیش از ۲۵۰٬۰۰۰ نفر در آنجا شد. سپس بیماری از طریق مسافران و از طریق بندر بوشهر در جنوب ایران، به بحرین منتقل گردید و به سرعت در جنوب خلیج فارس گسترش یافت. همچنین، این بیماری تا بمبئی در هند نیز گسترش یافت. در اوج این همه‌گیری، روزانه هزار کشته در سراسر امپراتوری ایران ثبت می‌شد.
اعمالِ اقدامات قرنطینه در شهرهای بزرگی نظیر شیراز و بین مردمان خلیج فارس، منجر به گذاشتن تأثیری مثبت در پایان سال ۱۷۷۳ شد.